# 程沂 (隆慶進士)
程沂（1526年—？），字岱源，湖廣武昌府咸寧縣人，民籍，明朝政治人物。

## 生平
嘉靖二十二年（1543年）癸卯科湖廣鄉試第一名舉人（解元），隆慶二年（1568年）中式戊辰科會試第一百三十一名，三甲第一百五十八名進士。授樂平縣知縣，調德平縣，升戶部主事。

## 家族
曾祖程賓；祖父程景聰；父程文熙，壽官。母朱氏。具慶下。兄程濂，弟程淑、程泮。
女嫁崇陽汪庭，汪庭早卒，程氏泣血喪明，撫妾子成立，有司表其門。